# Panzeria
Panzeria är ett släkte av tvåvingar. Panzeria ingår i familjen parasitflugor.

## Dottertaxa tillPanzeria, i alfabetisk ordning[1]
- Panzeria alberta
- Panzeria aldrichi
- Panzeria ampelus
- Panzeria appendicula
- Panzeria arcuata
- Panzeria argentifera
- Panzeria bicarina
- Panzeria borealis
- Panzeria campestris
- Panzeria chalybaea
- Panzeria cobala
- Panzeria degenera
- Panzeria fasciventris
- Panzeria fissicarina
- Panzeria flavicornis
- Panzeria flavovillosa
- Panzeria frontalis
- Panzeria fulgida
- Panzeria gazagnairei
- Panzeria genalis
- Panzeria hamilla
- Panzeria hirta
- Panzeria hyalinata
- Panzeria incisa
- Panzeria johnsoni
- Panzeria laevigata
- Panzeria longicarina
- Panzeria longiventris
- Panzeria manitoba
- Panzeria melanopyga
- Panzeria minor
- Panzeria mira
- Panzeria nigra
- Panzeria nigribarbis
- Panzeria nigrocornea
- Panzeria nigropalpis
- Panzeria occidentalis
- Panzeria platycarina
- Panzeria puparum
- Panzeria redambulo
- Panzeria rudis
- Panzeria ruficauda
- Panzeria setifrons
- Panzeria sulcocarina
- Panzeria tadzhicorum
- Panzeria truncata
- Panzeria vagans